# محترم (عنوان)
محترم (به انگلیسی: The Honorable) یک عنوان افتخاری است که در زبان انگلیسی به عنوان صفت قبل از نام یا عناوین افراد خاص و در زبان فارسی بعد از نام یا عناوین افراد خاص استفاده می‌شود. (معمولا در مورد مناصب رسمی دولتی یا دیپلماتیک کاربرد دارد.)